# Область голоморфности

Область голоморфности — комплексная область U такая, что для любого участка её границы в ней найдётся голоморфная функция, непродолжаемая через него

О́бласть голомо́рфности (англ. domain of holomorphy, от др.-греч. ὅλος — весь и др.-греч. μορφή — форма, образ) — понятие комплексного анализа, раздела математики, область комплексного пространства такая, что существует функция, голоморфная в этой области, но не голоморфно продолжаемая в какую-нибудь бо́льшую область (точнее, не продолжаемая за пределы области).
Другими словами, область голоморфности — область комплексного пространства такая, что нет никакого участка её границы, через который можно было бы голоморфно продолжить любую функцию, голоморфную в этой области, другими словами, для любого участка границы области в ней найдётся голоморфная функция, которую нельзя продолжить через этот участок.
Синоним: область регулярности.
Область голоморфности функции — область комплексного пространства такая, что функция в ней голоморфна, но не голоморфна в какой-нибудь бо́льшей области, то есть голоморфно не продолжается за пределы области. Область голоморфности — область голоморфности какой-нибудь функции, то есть максимальная область существования какой-нибудь функции {\displaystyle f(z)}.
Синонимы: область существования функции; естественная область определения функции; область регулярности функции.
На комплексной плоскости любая область голоморфна: всегда имеется некоторая функция, которая голоморфна в этой области и не продолжается аналитически за её границу.
Но в комплексном пространстве {\displaystyle \mathbb {C} ^{n}}, {\displaystyle n\geqslant 2}, ситуация совсем другая. Например, голоморфные функции в {\displaystyle \mathbb {C} ^{n}} не могут иметь изолированных особенностей: особенности «распространяются» определенным образом. В {\displaystyle \mathbb {C} ^{n}}, {\displaystyle n\geqslant 2}, не каждая область голоморфна, то есть имеются области, из которых любая голоморфная в ней функция всегда продолжается в более обширную область. Например, не логарифмически выпуклая область Рейнхарта. Также не голоморфна область с полостью, то есть вид разности множеств
{\displaystyle D\setminus K\subset \mathbb {C} ^{n}},
где {\displaystyle \mathbb {C} ^{n}\supset D\supset K} — компактное множество.
Неправильно считать, что область голоморфности в комплексном пространстве есть просто область того же пространства, равная своему голоморфному расширению, поскольку голоморфное продолжение функции из исходной области может привести к многолистной области.
Открытое множество голоморфности — открытое множество (может быть, многосвязное) комплексного пространства, все связные компоненты которого суть области голоморфности

## Определения области голоморфности
Область голоморфности (англ. domain of holomorphy) — понятие комплексного анализа, раздела математики, область {\displaystyle D} комплексного пространства {\displaystyle \mathbb {C} ^{n}} такая, что существует функция {\displaystyle f(z)}, голоморфная в {\displaystyle D}, но не голоморфно продолжаемая в какую-нибудь бо́льшую область {\displaystyle E\supseteq D} (точнее, не продолжаемая за пределы {\displaystyle D}).
Синоним: область регулярности.

Область голоморфности — комплексная область U такая, что для любого участка её границы в ней найдётся голоморфная функция, непродолжаемая через него

Область голоморфности функции {\displaystyle f(z)} — область {\displaystyle D} комплексного пространства {\displaystyle \mathbb {C} ^{n}} такая, что функция {\displaystyle f} в ней голоморфна, но не голоморфна в какой-нибудь бо́льшей области {\displaystyle E\supseteq D}, то есть голоморфно не продолжается за пределы области {\displaystyle D}. Область голоморфности — область голоморфности {\displaystyle D} какой-нибудь функции {\displaystyle f(z)}, то есть максимальная область существования какой-нибудь функции {\displaystyle f(z)}.
Множество все функций, голоморфных в области {\displaystyle D}, обозначается {\displaystyle H_{D}}, или {\displaystyle {\text{𝒪}}(D)}.
Синонимы: область существования функции; естественная область определения функции; область регулярности функции.
Область голоморфности — область комплексного пространства {\displaystyle D\subset \mathbb {C} ^{n}} такая, что нет никакого участка её границы {\displaystyle \partial D}, через который можно было бы голоморфно продолжить любую функцию {\displaystyle f(z)}, голоморфную в {\displaystyle D}, то есть для любого участка границы {\displaystyle \partial D} в {\displaystyle D} существует голоморфная функция {\displaystyle f(z)}, которую нельзя продолжить через этот участок.
Формально это определение записывается следующим образом: область голоморфности — открытое множество {\displaystyle U\subset \mathbb {C} ^{n}}, причём не существует никаких двух открытых множеств {\displaystyle U_{1},\,U_{2}\subset \mathbb {C} ^{n}} таких, что {\displaystyle \varnothing \neq U_{1}\subset U_{2}\cup U}, {\displaystyle \,U_{2}} связно, {\displaystyle \,U_{2}\not \subset U}, а для любой голоморфной функции {\displaystyle f} в {\displaystyle U} существует однозначно определённая голоморфная функция {\displaystyle f_{2}} в {\displaystyle U_{2}} такая, что {\displaystyle f=f_{2}} в {\displaystyle U_{1}}.
Область голоморфности — область {\displaystyle D\subseteq \mathbb {C} ^{n}} такая, что для любой граничной точки {\displaystyle P\in \partial D} области {\displaystyle D} существует некоторая голоморфная функция {\displaystyle f(z)} в {\displaystyle D}, которая голоморфно не продолжается в некоторой окрестности точки {\displaystyle P}.

Открытое множество голоморфности — открытое множество (может быть, многосвязное) комплексного пространства, все связные компоненты которого суть области голоморфности

## Примеры областей и функций

### Единичный круг в C есть область голоморфности
Предложение 1. Единичный круг {\displaystyle \Delta =S(0,\,1)} есть область голоморфности комплексной плоскости {\displaystyle \mathbb {C} ^{n}} как естественная область определения следующей функции:
{\displaystyle f_{0}(z)=\sum _{k=0}^{\infty }z^{k!}}.
Докажем, что функция {\displaystyle f_{0}(z)} не ограничена в точках {\displaystyle \,z=e^{i\varphi }\in \partial S(0,\,1)\,} границы {\displaystyle \,\partial S(0,\,1)\,} единичного круга, где {\displaystyle \,\varphi ={\frac {p}{q}}\in \mathbb {Q} } — произвольное рациональное число, {\displaystyle \,p,\,q\in \mathbb {Z} } — целые числа. Действительно,
{\displaystyle |f_{0}(re^{i\varphi })|=\left|\sum _{k=0}^{\infty }r^{k!}e^{i{\frac {p}{q}}k!}\right|\geqslant \left|\sum _{k=q+1}^{\infty }r^{k!}e^{i{\frac {p}{q}}k!}\right|-\left|\sum _{k=0}^{q}r^{k!}e^{i{\frac {p}{q}}k!}\right|=}
{\displaystyle \qquad \qquad \,=\sum _{k=q+1}^{\infty }r^{k!}-\left|\sum _{k=0}^{q}r^{k!}e^{i{\frac {p}{q}}k!}\right|\to \infty } при {\displaystyle r\to 1-0}.
Следовательно, особенности функции {\displaystyle f_{0}(z)} существуют во всех точках границы единичного круга {\displaystyle \partial S(0,\,1),\,} поскольку множество рациональных чисел всюду плотно на вещественном отрезке {\displaystyle [0,\,2\pi ].}
Предложение 2. Единичный круг {\displaystyle \Delta =S(0,\,1)} есть область голоморфности комплексной плоскости {\displaystyle \mathbb {C} ^{n}} как естественная область определения следующей функции:
{\displaystyle f_{0}(z)=\sum _{k=0}^{\infty }2^{-k}z^{2^{k}}}.
Согласно признаку Вейерштрасса, ряд, определяющий функцию {\displaystyle f_{0}(z)}, сходится абсолютно и равномерно на замыкании {\displaystyle {\bar {\Delta }}=\Delta \cup \partial \Delta } области {\displaystyle \Delta =S(0,\,1)}. Следовательно, функцию {\displaystyle f_{0}} непрерывна на {\displaystyle {\bar {\Delta }}} и голоморфна на {\displaystyle \Delta }. Но следующая граничная функция
{\displaystyle \varphi \mapsto \sum _{k=0}^{\infty }2^{-k}e^{i2^{k}\varphi }}.
есть нигде не дифференцируемая функция Вейерштрасса, поэтому функцию {\displaystyle f_{0}} не может быть продолжена на большее открытое множество даже дифференцируемо, а тем более голоморфно. Итак, существует одна голоморфная функция {\displaystyle f_{0}} на области {\displaystyle \Delta }, которая не может быть продолжена на большее открытое множество, то есть область {\displaystyle \Delta } есть область голоморфности.

### Единичный бикруг в C×C есть область голоморфности
Предложение 1. Единичный бикруг, то есть бикруг радиуса 1, {\displaystyle \Delta ^{2}(0,\,1)\subseteq \mathbb {C} ^{2}}, есть область голоморфности комплексного пространства {\displaystyle \mathbb {C} ^{2}} как естественная область определения следующей функции:
{\displaystyle u(z_{1},\,z_{2})=f_{0}(z_{1})\times f_{0}(z_{2}),}.
где функция на единичном круге
{\displaystyle f_{0}(z)=\sum _{k=0}^{\infty }2^{-k}z^{2^{k}}}.
Доказательство. Согласно предложению 2 раздела Единичный круг комплексной плоскости, функции {\displaystyle f_{0}(z_{1})} и {\displaystyle f_{0}(z_{2})} голоморфны в единичных кругах комплексных плоскостей, поэтому функция {\displaystyle u(z_{1},\,z_{2})} голоморфна по совокупности переменных в единичном бикруге по теореме Хартогса как прямое произведение голоморфных функций и голоморфно не продолжается ни в какую бо́льшую область.□
Если бы эта простая конструкция из прямого произведения была единственным способом построения голоморфных областей в комплексных пространствах нескольких переменных, то было бы мало оснований для изучения этого предмета. Но в действительности характеристика областей голоморфности нескольких комплексных переменных достаточно хитроумна. Например, в доказательстве того, что единичный шар {\displaystyle B^{n}(0,\,1)\subseteq \mathbb {C} ^{n}} есть голоморфная область, прямое произведение не поможет.

### Слой бикруга в C×C не является областью голоморфности
Теорема 1. Теорема расширения Хартогса (феномен Хартогса). Каждая голоморфная функция в следующей области с полостью, то есть в выпуклом слое бикруга,
{\displaystyle \Omega \equiv \Delta ^{2}(0,\,3)\setminus {\bar {\Delta }}^{2}(0,\,1)\subseteq \mathbb {C} ^{2}}
голоморфно продолжается в область без полости {\displaystyle \Delta ^{2}(0,\,3)}.
Приведём узкоспециализированное доказательство, используя только элементарные факты о степенных рядах с одной переменной.
Рассмотрим функцию {\displaystyle h}, голоморфную в области {\displaystyle \Omega }. Пусть {\displaystyle z_{1},\,|z_{1}|<3,\,} фиксировано. Запишем для этой функции ряд Лорана
{\displaystyle h_{z_{1}}(z_{2})=h(z_{1},\,z_{2})=\sum _{k=-\infty }^{\infty }a_{k}(z_{1})a_{2}^{k}}
с коэффициентами
{\displaystyle a_{k}(z_{1})={\frac {1}{2\pi i}}\oint _{|w|=2}{\frac {h(z_{1},\,w)}{w^{k+1}}}dw.}
Заметим, что коэффициент {\displaystyle a_{k}(z_{1})} голоморфно зависит от {\displaystyle z_{1}} (например, по теореме Мореры). Но {\displaystyle a_{k}(z_{1})=0} при {\displaystyle k<0} и {\displaystyle 1<|z_{1}|<3}, поэтому при голоморфном продолжении получаем {\displaystyle a_{k}(z_{1})\equiv 0} при {\displaystyle k<0}. Но тогда исходный ряд Лорана превращается в обычный степенной ряд
{\displaystyle \sum _{0}^{\infty }a_{k}(z_{1})a_{2}^{k}},
который определяет во всей области {\displaystyle \Delta ^{2}(0,\,3)} некоторую голоморфную функцию {\displaystyle {\hat {h}}}, которая согласована с исходной функцией {\displaystyle h} в области {\displaystyle \Omega }. Получается, что область {\displaystyle \Omega } не является областью голоморфности, поскольку все голоморфные функции в {\displaystyle \Omega } продолжаются в бо́льшую область {\displaystyle \Delta ^{2}(0,\,3)}.

### Сферический слой в C×R не является областью голоморфности
Здесь используется метод, который базируется на интегральной формуле Коши для комплексной плоскости. При этом необходимо, чтобы исследуемая голоморфная функция зависела как минимум от двух переменных, причём как минимум одна переменная комплексная. Комплексная переменная нужна не только для использования метода, но и сами результаты могут оказаться неверны в случае отсутствия комплексной переменной.
Два следующих условия существенны при данном использовании метода: 1) наличие в каждой комплексной плоскости, параллельной координатной, контура интегрирования, вдоль которого голоморфная функция в сферическом слое голоморфна; 2) существование некоторой точки, в окрестности которой равны голоморфные функции в шаровом слое и в шаре.
Пример из раздела «Сферический слой в C×С не является областью голоморфности» есть небольшая модификация данного примера.
Теорема 1. Функция {\displaystyle f(z,\,u)}, голоморфная в сферическом слое
{\displaystyle S=\{(z,\,u)\in \mathbb {C} \times \mathbb {R} \colon (R-\epsilon )^{2}<|z|^{2}+u^{2}<(R+\epsilon )^{2}\},}
голоморфна в шаре
{\displaystyle {\tilde {S}}=\{(z,\,u)\in \mathbb {C} \times \mathbb {R} \colon |z|^{2}+u^{2}<(R+\epsilon )^{2}\},}
то есть область {\displaystyle {\tilde {S}}} есть голоморфное расширение области {\displaystyle S}.
1. Сразу определим новую функцию
{\displaystyle \varphi (z,\,u)={\frac {1}{2\pi i}}\int \limits _{C(u)}{\frac {f(t,\,u)}{t-z}}dt}
для каждого фиксированного значения {\displaystyle u} из интервала {\displaystyle -R<u<R}, где {\displaystyle C(u)} есть окружность
{\displaystyle |t|={\sqrt {R^{2}-u^{2}}}}.
2. Получаем, что, поскольку {\displaystyle f(t,\,u)} непрерывна и даже голоморфна по {\displaystyle t} при любых точках контура {\displaystyle t\in C(u)}, то тогда и функция {\displaystyle \varphi (z,\,u)} тоже голоморфна по {\displaystyle z} при любых {\displaystyle z}, принадлежащих открытому кругу 
{\displaystyle |z|<{\sqrt {R^{2}-u^{2}}}}.
По причине голоморфности функции {\displaystyle f(t,\,u)} в сферическом слое {\displaystyle S} можно без изменения значений функции {\displaystyle \varphi (z,\,u)} вместо контура {\displaystyle C(u)} использовать произвольный простой контур из кольца
{\displaystyle {\sqrt {(R-\epsilon )^{2}-u^{2}}}<|t|<{\sqrt {(R+\epsilon )^{2}+u^{2}}}},
где {\displaystyle u} — по-прежнему некоторое фиксированное значение из интервала {\displaystyle -R<u<R}.
3. Далее, пусть теперь {\displaystyle u_{0}}, {\displaystyle -R<u_{0}<R}, есть некоторое конкретное фиксированное значение {\displaystyle u}. Определим новый интеграл
{\displaystyle I(z,\,u)=\int \limits _{C(u_{0})}{\frac {f(t,\,u)}{t-z}}dt},
в котором контур {\displaystyle C(u_{0})} фиксирован, а {\displaystyle u_{0}-\epsilon <u<u_{0}+\epsilon }.
Следовательно, так как функция {\displaystyle f(z,\,u)} голоморфна по {\displaystyle z,\,u} в сферическом слое {\displaystyle S}, а точечное множество
{\displaystyle [t\in C(u_{0});u_{0}-\epsilon <u<u_{0}+\epsilon ]}
тоже принадлежит шаровому слою {\displaystyle S}, построенный интеграл {\displaystyle I(z,\,u)} задаёт голоморфную функцию в области
{\displaystyle [|z|^{2}<R^{2}-u_{0}^{2};u_{0}-\epsilon <u<u_{0}+\epsilon ].}
4. Приведём два факта: 1) непосредственно из определений следует, что функции {\displaystyle \varphi (z,\,u)} и {\displaystyle I(z,\,u)} равны при {\displaystyle u=u_{0}}; 2) поскольку величина {\displaystyle \varphi (z,\,u)} не изменится, если в её интегральном выражении вместо контура {\displaystyle C(u)} использовать другой допустимый, то указанное равенство имеет место для любых значений из интервала {\displaystyle u_{0}-\epsilon <u<u_{0}+\epsilon }. Следовательно, функция {\displaystyle \varphi (z,\,u)} голоморфна во всех точках открытого шара {\displaystyle |z|^{2}+u^{2}<R^{2}} на том основании, что {\displaystyle u_{0}} есть любое число из интервала {\displaystyle (-R,\,R).}
5. Наконец, докажем, что функции {\displaystyle f} и {\displaystyle \varphi } тождественны. На значениях переменной {\displaystyle u} из интервала
{\displaystyle -R-\epsilon <u<R-{\frac {\epsilon }{2}}}
функция {\displaystyle f(t,\,u)} аналитична не только в некоторой окрестности контура {\displaystyle C(u)}, но и везде внутри него, поэтому для указанных значений {\displaystyle u} имеем: {\displaystyle \varphi (z,\,u)\equiv f(z,\,u),} то есть функция {\displaystyle \varphi (z,\,u)} представляет собой искомое голоморфное продолжение функции {\displaystyle f(t,\,u)} на область {\displaystyle |z|^{2}+u^{2}<R^{2}}.

### Сферический слой в C×С не является областью голоморфности
Данный пример есть небольшая модификация примера из раздела «Сферический слой в C×R не является областью голоморфности».
Теорема 1. Любая функция {\displaystyle f(z)}, голоморфная в шаре с полостью, то есть в сферическом слое
{\displaystyle S=\{z=(z_{1},\,z_{2})\in \mathbb {C} \times \mathbb {C} \colon {\frac {1}{2}}<|z|<1\},}
голоморфна в большей области, шаре {\displaystyle |z|<1}, точнее, допускает голоморфное продолжение в шар {\displaystyle |z|<1}, то есть область {\displaystyle S} не может быть областью голоморфности никакой функции.
Построим функцию
{\displaystyle \varphi (z)={\frac {1}{2\pi i}}\int \limits _{|w|={\frac {3}{4}}}{\frac {f(w,\,z_{2})}{w-z_{1}}}dw},
которая в отдельности голоморфна по {\displaystyle z_{1}} м {\displaystyle z_{2}} в бикруге
{\displaystyle |z_{1}|<{\frac {3}{4}}}, {\displaystyle \quad |z_{2}|<{\frac {\sqrt {7}}{4}}},
поскольку
{\displaystyle \{(w,\,z_{2})\colon |w|={\frac {3}{4}},\,|z_{2}|<{\frac {\sqrt {7}}{4}}\}\subset S}
(как показано на рисунке справа на диаграмме Рейнхарта). Следовательно, функция {\displaystyle \varphi (z)} просто голоморфна в этом бикруге по фундаментальной теореме Хартогса.
Рассмотрим область
{\displaystyle |z_{1}|\leqslant {\frac {3}{4}}}, {\displaystyle \quad {\frac {1}{2}}<|z_{2}|<{\frac {\sqrt {7}}{4}}}
(она показана на рисунке справа). Функция {\displaystyle \varphi (z)} равна функции {\displaystyle f(z)} во всех точках этой области
по следующим причинам: эта область принадлежит области {\displaystyle S}, тогда для функции {\displaystyle f(z)} справедлива формула Коши
{\displaystyle f(z)={\frac {1}{2\pi i}}\int \limits _{|w|={\frac {3}{4}}}{\frac {f(w,\,z_{2})}{w-z_{1}}}dw},
откуда, наконец, и получаем равенство {\displaystyle f(z)=\varphi (z)} в этой области.
Теперь рассмотрим пересечение множеств
{\displaystyle \{z\colon |z_{1}|<{\frac {3}{4}},\,|z_{2}|<{\frac {\sqrt {7}}{4}}\}\cap S},
которое есть область. По теореме единственности аналитической функции (принципу голоморфного продолжения) функция {\displaystyle f(z)} голоморфна во всём шаре
{\displaystyle \{z\colon |z|<1\}=\{z\colon |z_{1}|<{\frac {3}{4}},\,|z_{2}|<{\frac {\sqrt {7}}{4}}\}\cup S},
что и требовалось доказать.

## Достаточные условия области голоморфности
Рассмотрим простые достаточные условия, характеризующие области голоморфности.
Барьер, или граничное свойство, граничной точки {\displaystyle z_{0}\in \partial D} области {\displaystyle D\subset \mathbb {C} ^{n}} комплексного пространства {\displaystyle \mathbb {C} ^{n}} — функция {\displaystyle f_{z_{0}}(z)}, которая голоморфна в области {\displaystyle D}, но не продолжается голоморфно в граничную точку {\displaystyle z_{0}}.
Альтернативное определение: барьер, или граничное свойство, граничной точки {\displaystyle z_{0}\in \partial D} области {\displaystyle D\subset \mathbb {C} ^{n}} комплексного пространства {\displaystyle \mathbb {C} ^{n}} — свойство граничной точки {\displaystyle z_{0}} такое, что для любого компактного множества {\displaystyle K\subset D} и любого числа {\displaystyle \epsilon >0} существует некоторая функция {\displaystyle f_{z_{0}}(z)}, голоморфная в области {\displaystyle D}, причём {\displaystyle \|f_{z_{0}}(z)\|_{K}=\max _{z\in K}|f_{z_{0}}(z)|\leqslant 1} и {\displaystyle |g(z)|>1} в некоторой точке {\displaystyle z\in U(z_{0},\,\epsilon )} окрестности {\displaystyle U(z_{0},\,\epsilon )} точки {\displaystyle z_{0}}.
Теорема 1. Любая выпуклая область есть область голоморфности.